# 小菅村
小菅村（こすげむら）は、山梨県北都留郡に属している村。県東部の郡内地方に含まれる。
周囲は1000メートル級の山々に囲まれ、山梨県北東部に位置し、東京都西多摩地方との都県境にある。東側の大半は東京都西多摩郡奥多摩町と接し、三頭山を越えた南東側は同郡檜原村である。

## 概要

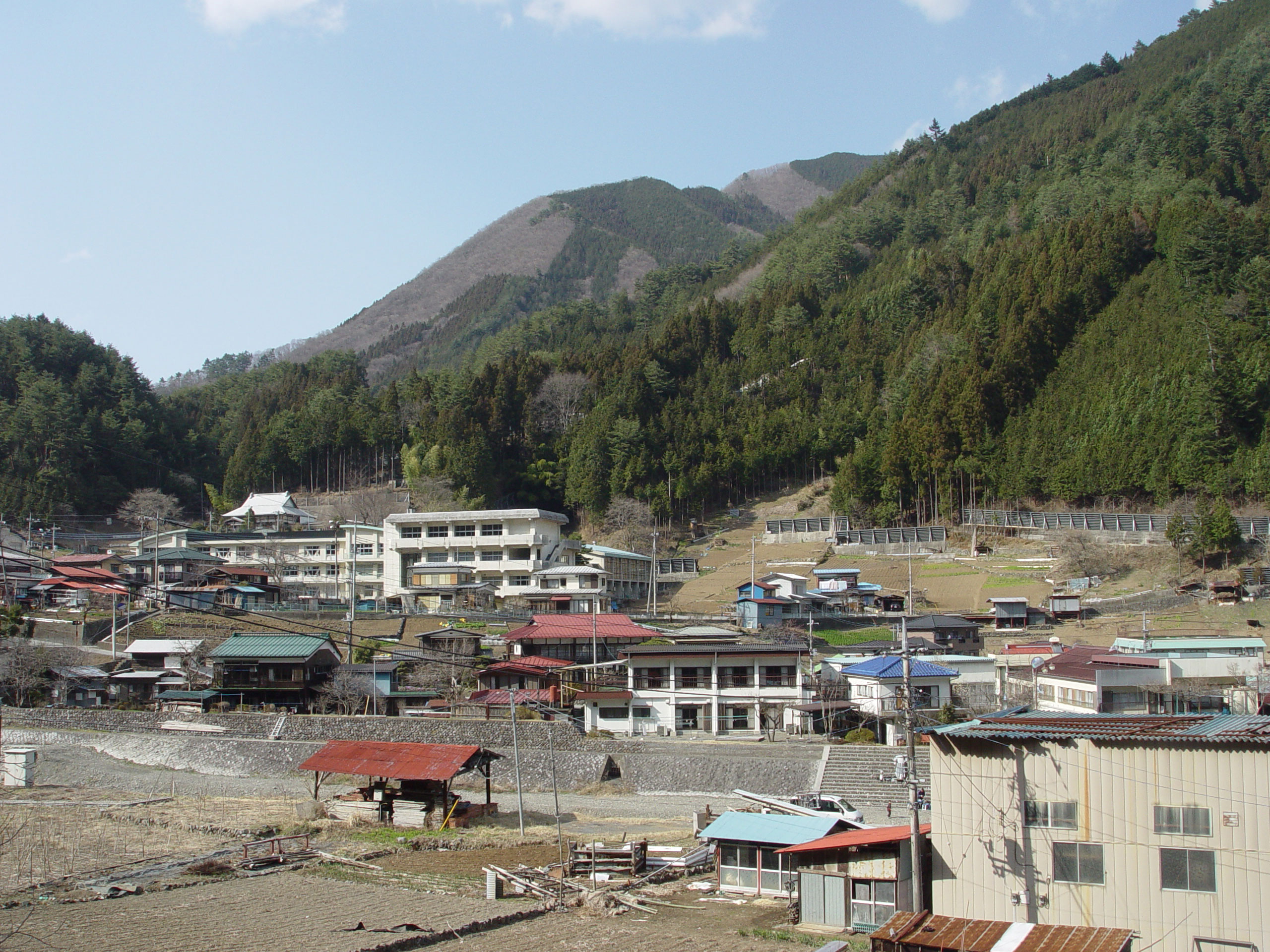
小菅村中心部の遠景

村内には、相模川と、東京都の水需要を支える多摩川の源流部があり、村役場も「多摩源流」の村であることを謳っている。村の面積の94%が林野であり、林野面積の33%にあたる1,656haは東京都庁が水源林として所有・管理している。小菅村などの山梨県北東部は、東京都水道局が多摩川上流に設けている小河内ダム（奥多摩湖）の集水域に含まれる。
森林にはミズナラやブナの原生林もある。
このように、隣の丹波山村とともに山梨県の自治体でありながら、東京都庁や都下の奥多摩町や青梅市などとのつながりが強く（「大多摩」参照）、固定電話の市外局番0428は北隣の丹波山村と共に青梅MA（単位料金区域）である。
位置や規模といった点から、平成の大合併の際には隣の丹波山村と同様に合併話が具体化しなかった（丹波山村においては2008年の時点で甲州市との合併構想が持ち上がっていたものの、実現には至っていない）。

## 地理

### 地形

#### 山地
主な山
- 奈良倉山
- 鹿倉山
- 三頭山
- 大菩薩峠

#### 河川
主な川
- 小菅川
- 白沢川
- 鶴川

### 人口
| |                                        |  |
| 小菅村と全国の年齢別人口分布（2005年） | 小菅村の年齢・男女別人口分布（2005年） |  |
| ■紫色 ― 小菅村 ■緑色 ― 日本全国 | ■青色 ― 男性 ■赤色 ― 女性              |  |
| 小菅村（に相当する地域）の人口の推移 \| 1970年（昭和45年） \| 1,461人 \| \| \| 1975年（昭和50年） \| 1,328人 \| \| \| 1980年（昭和55年） \| 1,284人 \| \| \| 1985年（昭和60年） \| 1,227人 \| \| \| 1990年（平成2年） \| 1,177人 \| \| \| 1995年（平成7年） \| 1,123人 \| \| \| 2000年（平成12年） \| 1,084人 \| \| \| 2005年（平成17年） \| 1,018人 \| \| \| 2010年（平成22年） \| 816人 \| \| \| 2015年（平成27年） \| 726人 \| \| \| 2020年（令和2年） \| 684人 \| \| |                                        |  |
| 総務省統計局 国勢調査より |                                        |  |
| 1970年（昭和45年） | 1,461人                                |  |
| 1975年（昭和50年） | 1,328人                                |  |
| 1980年（昭和55年） | 1,284人                                |  |
| 1985年（昭和60年） | 1,227人                                |  |
| 1990年（平成2年） | 1,177人                                |  |
| 1995年（平成7年） | 1,123人                                |  |
| 2000年（平成12年） | 1,084人                                |  |
| 2005年（平成17年） | 1,018人                                |  |
| 2010年（平成22年） | 816人                                  |  |
| 2015年（平成27年） | 726人                                  |  |
| 2020年（令和2年） | 684人                                  |  |

### 隣接自治体
山梨県
- 大月市
- 上野原市
- 甲州市
- 北都留郡：丹波山村

 東京都
- 西多摩郡：奥多摩町
- 西多摩郡：檜原村：三頭山付近で隣接するのみである。

## 歴史

### 近世
戦国時代には当地を拠点とした土豪の小菅氏が出現した。

### 沿革
明治
- 1889年（明治22年）7月1日：町村制の施行により、小菅村の区域をもって、小菅村が発足する。

## 行政

### 村長
- 村長：舩木直美（2012年就任 3期目）

## 議会

### 村議会
- 定数：8人
- 任期：2023年4月26日 - 2027年4月26日

村議不在騒動
2007年に行われた山梨県知事選挙に絡む選挙違反事件で、議長・副議長を含む村議会議員8人が書類送検され、関与していない2人を含む議員全員が一身上の都合で2007年3月1日付けに議員辞職したため、村議会議員が0となった。議員の任期満了は同年4月29日だったが、議員辞職に伴う出直し村議会選挙は同年4月17日告示・22日投開票の統一地方選挙に実施されることになっていたため、約1ヶ月村議会不在の状態が続いた。
なお、過去の多くの選挙では話し合いであらかじめ議員を決めてきたため無投票当選が続いてきたが（詳しくは「甲州選挙」を参照）、2007年の選挙では村の歴史上初となる女性候補者が立候補したため8年ぶりの選挙となった。開票の結果、この女性候補者は当選を果たし小菅村初の女性村議が誕生した。

### 県議会
- 選挙区：上野原市・北都留郡選挙区
- 定数：1人
- 任期：2023年4月30日 - 2027年4月29日
- 投票日：2023年4月9日
- 当日有権者数：20,288人
- 投票率：63.85％

| 候補者名 | 当落 | 年齢 | 所属党派   | 新旧別 | 得票数  |
| -------- | ---- | ---- | ---------- | ------ | ------- |
| 久嶋成美 | 当   | 63   | 無所属     | 新     | 6,490票 |
| 市川正末 | 落   | 67   | 自由民主党 | 現     | 6,316票 |

### 衆議院
- 選挙区：山梨2区（富士吉田市、都留市、山梨市、大月市、笛吹市、上野原市、甲州市、南都留郡、北都留郡）
- 任期：2021年10月31日 - 2025年10月30日
- 当日有権者数：262,259人
- 投票率：62.31％

| 当落 | 候補者名   | 年齢 | 所属党派   | 新旧別 | 得票数    | 重複 |
| ---- | ---------- | ---- | ---------- | ------ | --------- | ---- |
| 当   | 堀内詔子   | 56   | 自由民主党 | 前     | 109,036票 | ○    |
|      | 市来伴子   | 44   | 立憲民主党 | 新     | 44,441票  | ○    |
|      | 大久保令子 | 71   | 日本共産党 | 新     | 7,027票   |      |

## 経済・産業
斜面を整地した掛け軸畑でコンニャク芋などが栽培されているほか、清流を生かしたワサビ栽培、ヤマメやニジマスといった渓流魚の釣り・養殖が行なわれており、釣りは観光資源の一つになっている。
水質の良さに着目して、クラフトビール会社が2017年に醸造所を開設し、2020年には本社も移転した。

## 情報・通信

### マスメディア

#### ケーブルテレビ
- ケーブルテレビ多摩源流[7]：正式名称は小菅村農村情報化施設で、東京都内と同じ番組を視聴できるとされている[8]。山梨県CATV連絡協議会には加盟していない[9]。

#### 過去のテレビ中継局
- NHK小菅中継局

### 郵便番号
郵便番号は以下の通りである。
- 上野原郵便局（上野原市）：409-01xx、401-02xx、409-02xx、409-03xx、409-05xx、409-06xx

## 教育
小菅村立小菅中学校と小菅村立小菅小学校がある。

## 交通

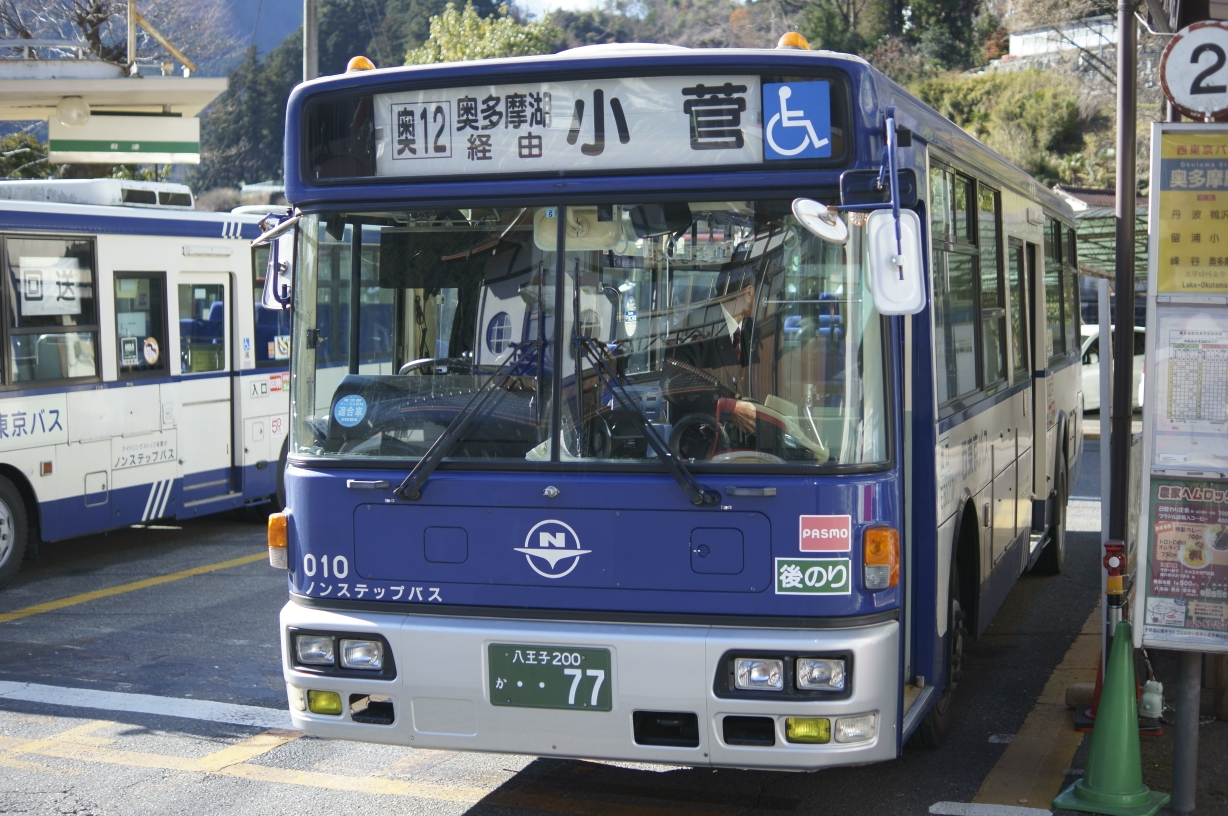
西東京バス奥12

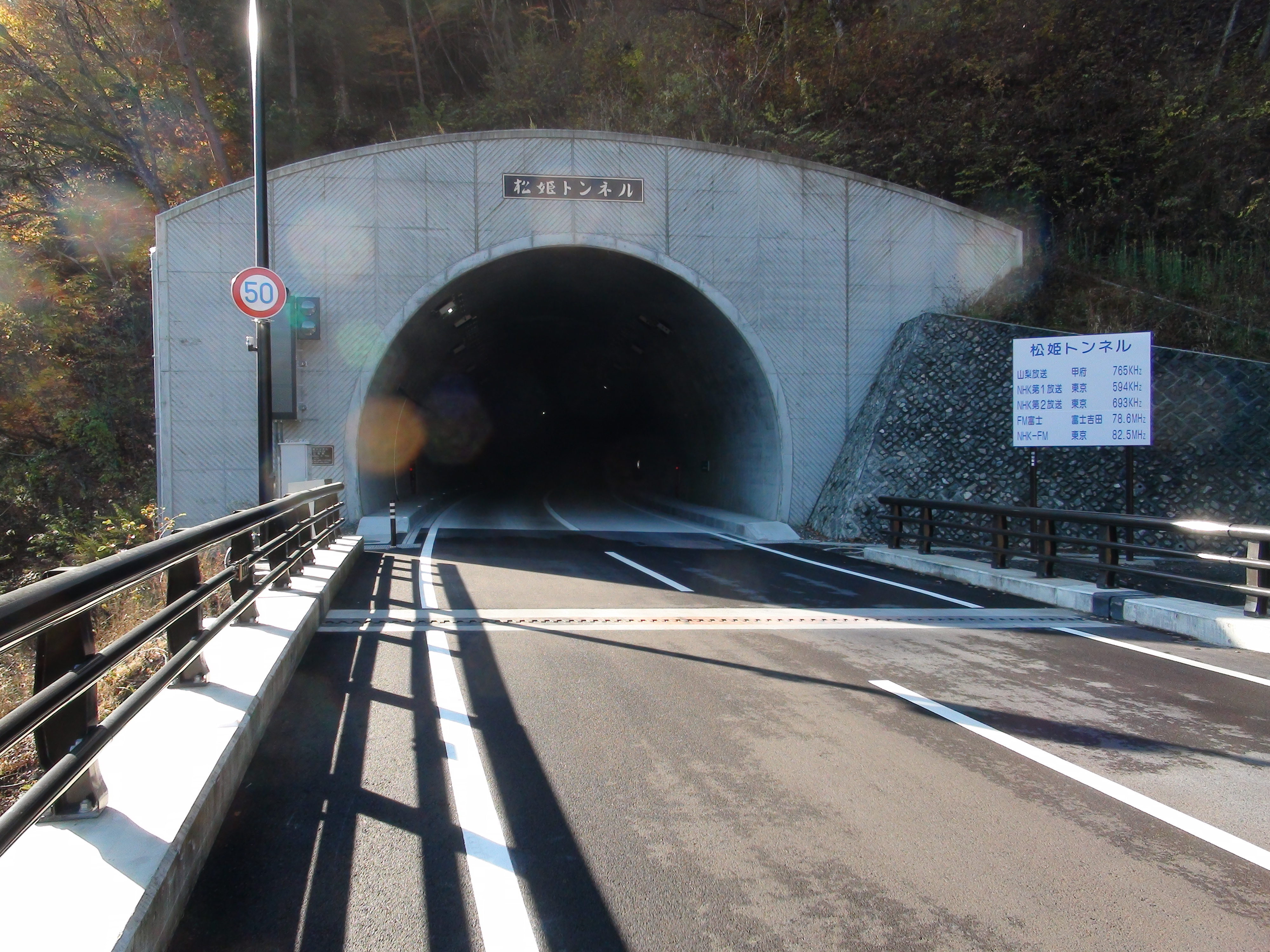
小菅村側の松姫トンネル入口。

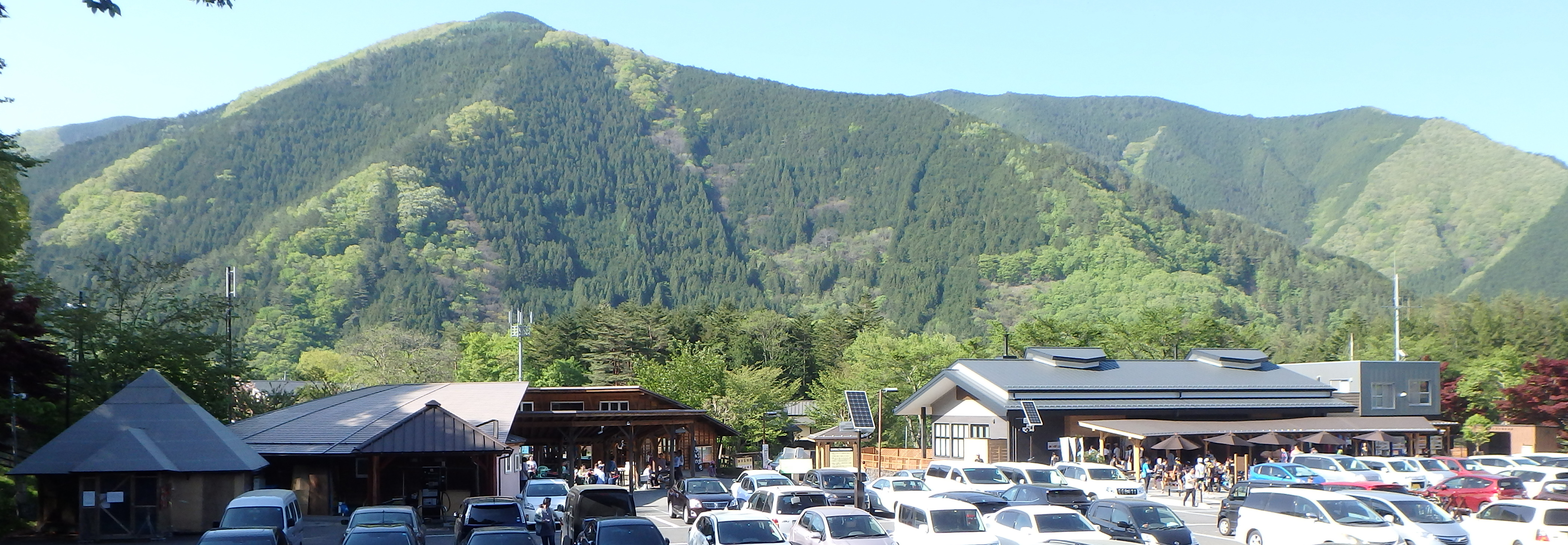
道の駅こすげ

村内を鉄道路線は走っていない。最寄り駅はJR東日本の青梅線奥多摩駅または中央本線大月駅で、路線バスが運行されている。かつては隣村の丹波山村と同様に、当村から上野原市・大月市方面を結ぶ通年運行のバスが存在していなかったが、現在では2014年11月17日の松姫バイパス開通を受けて、翌日より運行を開始した大月駅方面発着のバスが設置された。

### バス

#### 路線バス
西東京バス（五日市営業所氷川車庫）
- 奥12：奥多摩駅 - 奥多摩湖 - 深山橋 - 留浦 - 小菅役場前 - 小菅の湯[12]
  - 2024年10月1日から運行体系の見直しに伴い奥多摩駅 - 小菅の湯線は平日の運行は全廃され、土休日2往復のみの運行（従来の大菩薩峠東口 - 小菅役場前間は廃止）となった[13]。
  - 村内へのアクセスの代替として、後述の小菅村営バスを大津久まで利用し、奥多摩方面へは西東京バスに乗り換えとなる[14]。

富士急バス（大月営業所）
- 大月中央病院前 - 大月駅 - 猿橋駅 - 営業所前 - 猿橋 - 上和田 - 竹の向 - 深城ダム - 小菅の湯[15]
  - 2014年（平成26年）11月17日の国道139号松姫バイパス開通を受け、運行を開始した路線[10]。区間便あり[15]。

富士急バス（上野原営業所）
- 上野原駅 - 本町三丁目 - 飯尾 - 鶴峠 - 長作 - 小菅の湯[16]
  - 村内への乗り入れは4月から7月、9月から12月の土休日のみ[16]。かつては小菅の湯から松姫峠まで延長運行されていた。

小菅村営バス
- 平日の朝の便は定時運行。平日午前10時半から18時半までと土曜・休日（日曜日除く）は予約が必要なデマンド運行。日曜日は運休[17]。
- 定時運行時間帯は以下の区間を運行
  - 白沢 - 鶴峠 - 小菅の湯 - 役場前 - 橋立下（大菩薩峠東口）- 橋立上
  - 金風呂 - 白沢 - 小菅の湯 - 役場前 - 橋立下（大菩薩峠東口） - 橋立上
  - 橋立上 - 橋立下（大菩薩峠東口） - 役場前 - 田元橋 - 小菅の湯 - 白沢 - 原始村 - 白沢 - 鶴峠 - 長作 - 飯尾
- デマンド運行時間帯は上記のうち村内区間を予約に応じて運行する他、富士急バスに乗り継ぐ場合に村外の飯尾、竹の向まで、西東京バスに乗り継ぐ場合に大津久まで運行する。いずれも事前予約制。
- 使用車両は、2020年（令和2年）10月11日より、上野原警察署からの要請を受け、子供たちの安全確保、犯罪抑止活動の一環として見守り活動に協力することとし「安全・安心パトロール」のステッカーを車体に貼付している[18]。

### 道路

#### 国道
- 国道139号

#### 県道
主要地方道
- 山梨県道18号上野原丹波山線

一般県道
- 山梨県道508号大菩薩峠線

#### 道の駅
- 道の駅こすげ

### ヘリポート
村内には小菅村ヘリポートが設置されている。

## 観光

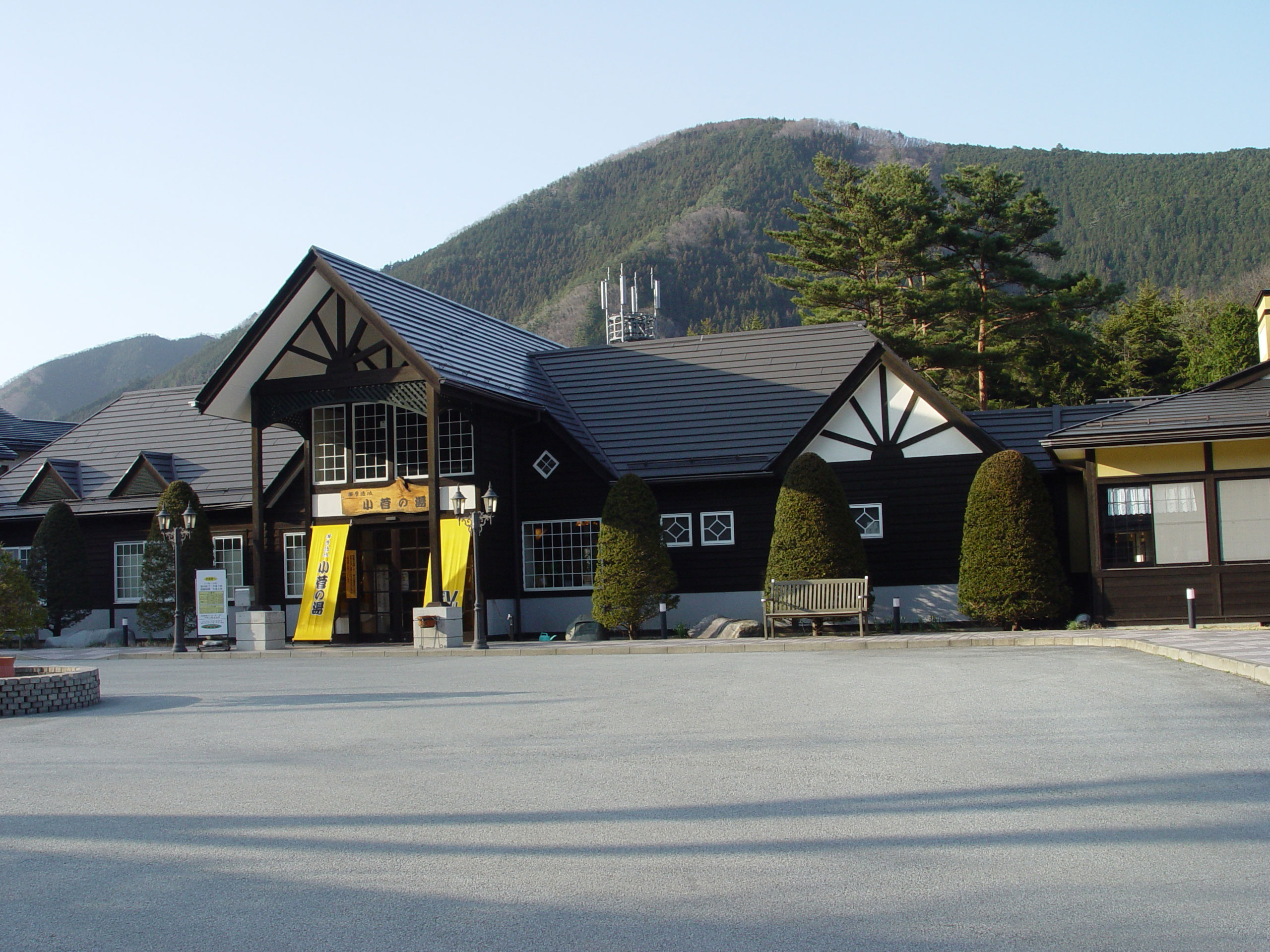
小菅の湯

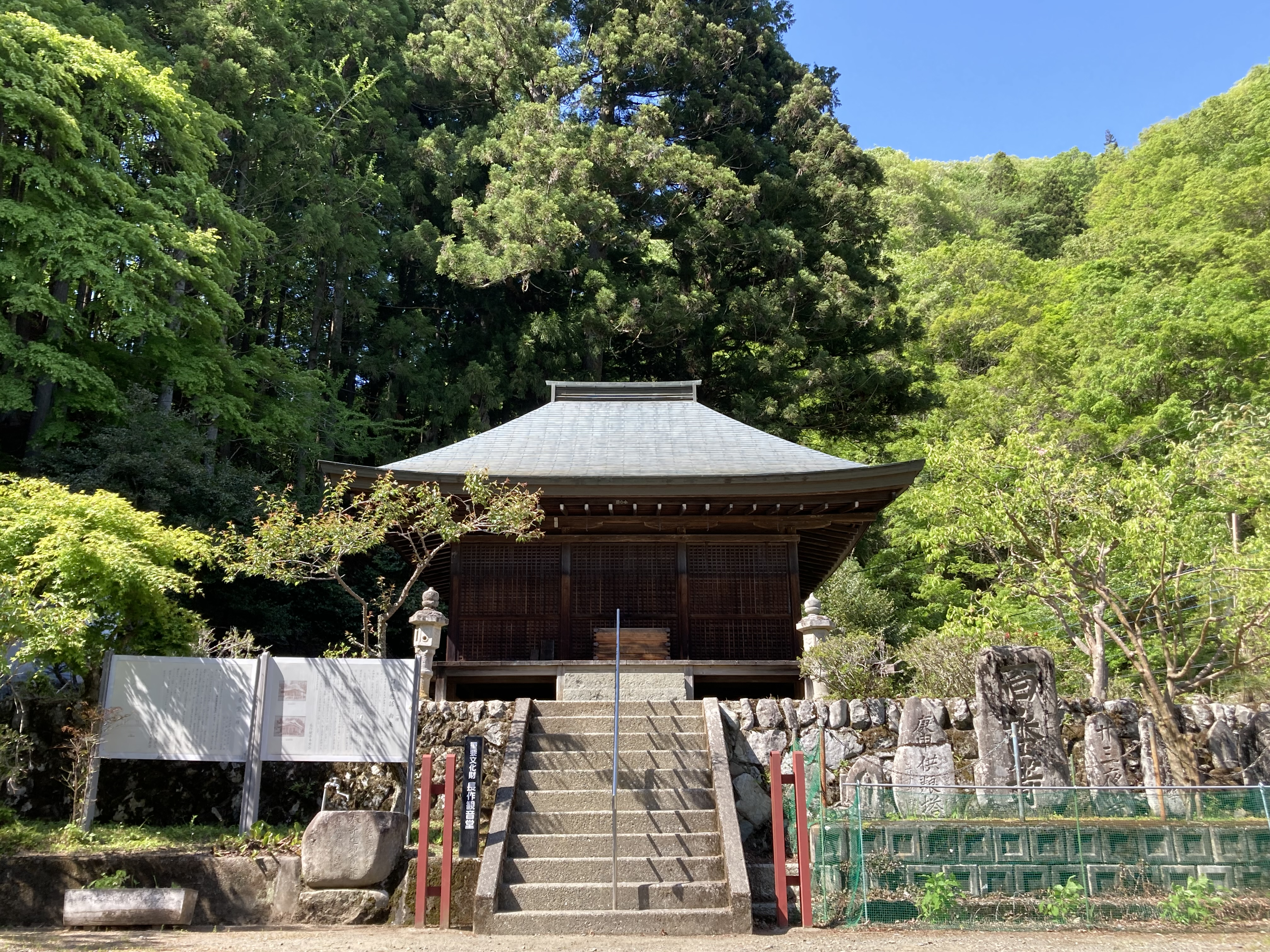
長作観音堂

### 名所・旧跡
主な寺院
- 多摩仏舎利塔
- 長作観音堂
- 宝生寺

主な神社
- 諏訪神社
- 御鷹神社
- 箭弓神社（やきゅうじんじゃ）

### 観光スポット
- 白糸の滝
- 雄滝
- 道の駅こすげ：下記「小菅の湯」と一体化する形で、2015年に開設された
  - 多摩源流温泉 小菅の湯

1994年開設。アルカリ性単純温泉（高アルカリ性温泉）で、湯温は27.5°C[20]。
- 原始村
- 東部森林公園キャンプ場 ほうれん坊

娯楽施設
- 銀嶺座：映画館（～1963年）。建物は現存している[21]。

## 文化・名物

### 祭事・催事
- 多摩源流祭り

毎年5月4日に開催されるお祭り。村民の手による手作りの祭りである。
- 大菩薩峠（大菩薩嶺）登山口

多摩川中流域にある東京都羽村市出身の中里介山の[大菩薩峠 (小説)|小説『大菩薩峠』]で有名である。旧塩山市側からの登山が一般的だが、小菅村側からも二つの登山口がある。
- 鶴峠

この峠を境に北側が多摩川水系、南側が相模川水系となる分水嶺。また、西側には奈良倉山への登山口、東側には三頭山への登山口がある。
アクセスとしては、車以外では村営バスと富士急バスのバス停があるのみである。